# 437 Rhodia
Rhodia (asteroide 437) é um asteroide da cintura principal com um diâmetro de 13,12 quilómetros, a 1,79535632 UA. Possui uma excentricidade de 0,24758619 e um período orbital de 1 346,29 dias (3,69 anos).
Rhodia tem uma velocidade orbital média de 19,28172113 km/s e uma inclinação de 7,3583809º.
Esse asteroide foi descoberto em 16 de Julho de 1898 por Auguste Charlois.